# Old Palace Yard

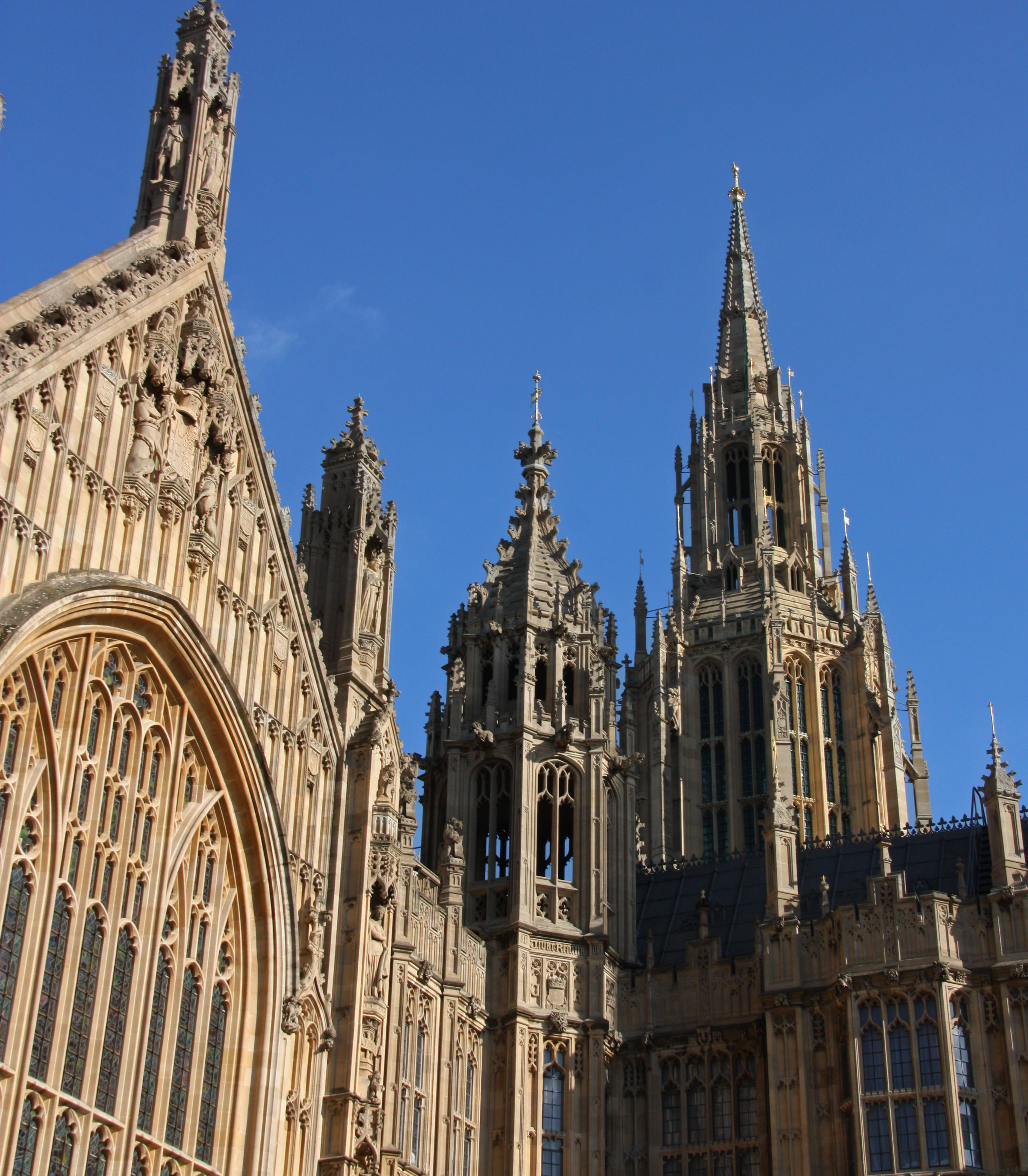
Particolare di Old Palace Yard.

Old Palace Yard è una piazza situata ad ovest del Palazzo di Westminster e vicino all'Abbazia di Westminster, a Westminster, nella città di Londra.
Old Palace Yard fornisce l'accesso al Palazzo di Westminster. Uno spiazzo d'erba presente nella piazza viene spesso usato dai giornalisti della televisione per intervistare i membri del Parlamento inglese. La piazza è nota anche come il luogo dell'esecuzione di Guy Fawkes e degli altri membri della cosiddetta Congiura delle Polveri (in lingua inglese Gunpowder Plot).